# Линия №227 Гданьск-Главный — Гданьск-Заспа-Товарная
Линия №227 PKP – железнодорожная линия, соединяющая станцию Гданьск-Главный со станцией Гданьск-Заспа-Товарная. На линии осуществляется движение только грузовых поездов, хотя предусмотрена возможность движения пассажирских поездов SKM — городской электрички Труймяста. Начинается на станции Гданьск-Главный от пикета 0,654 км. Линия целиком проходит по административной территории Гданьска.  

## История
Линия №227 была построена в 2000 году, чтобы напрямую соединить станцию Гданьск-Главный с крупной грузовой сортировочной станцией Гданьск-Заспа-Товарная, минуя линию №249, по которой осуществлялось также движение пассажирских поездов SKM. Линия №227 на всем своем протяжении идет параллельно линии №249. В 2004 году линия была электрифицирована.
В 2011 году, в свете того, что Польша стала, наряду с Украиной, страной проведения чемпионата Европы по футболу 2012 года, а Гданьск стал одним из мест проведения матчей чемпионата, на вновь построенном, в 2011 году, стадионе PGE Arena, линия №227 подверглась модернизации.
На линии №249 возле стадиона PGE Arena была построена станция Гданьск-Стадион-ЭКСПО, открытая 3 мая 2012 года, после чего по линии №249 было возобновлено движение поездов SKM, закрытое в июне 2005 года. Поезда следуют от станции Гданьск-Главный до станции Гданьск-Стадион-ЭКСПО без остановок.
Линия №227 предполагалась резервом для линии №249, для обеспечения возможности пассажирского движения до станции Гданьск-Стадион-ЭКСПО, для чего перед ней был сооружен стрелочный перевод, соединяющий обе линии. Впрочем, эта возможность является избыточной, поскольку пассажирское движение поездов SKM по линии №249 осуществляется только в дни мероприятий на стадионе, а также расположенном рядом с ним выставочном центре «АмберЭкспо».

## Текущее состояние
Линия эксплуатируется для грузового движения. С сентября 2019 года, в рамках программы улучшения железнодорожного доступа к порту Гданьска, производятся работы по реконструкции Линия №227 на участке от пикета 0,654 км до пикета 3,495 км. Инвестором работ является государство — компания Польские государственные железные дороги (PKP).